# Ezgjan Alioski
Ezgjan Alioski (mazedonisch Езѓан Алиоски; * 12. Februar 1992 in Prilep) ist ein nordmazedonisch-schweizerischer Fußballspieler albanischer Ethnizität.

## Karriere

### Verein
Alioski begann mit dem Vereinsfußball 2005 in der Nachwuchsabteilung von BSC Young Boys und begann 2010 hier seine Profikarriere. Nach zwei Saisons im Profikader wurde er für die Saison 2012/13 an FC Schaffhausen ausgeliehen. Im Sommer 2013 wechselte er schließlich zum FC Schaffhausen. Im Winter 2015 wurde er für die zweite Hälfte der Saison 2015/16 an den FC Lugano ausgeliehen. 2017 schloss er sich Leeds United an, dort spielte er bis 2021. Seit der Saison 2021/22 spielt er in Saudi-Arabien bei al-Ahli. Die Saison 2022/23 wurde er an den Türkeitürkischen Erstligisten Fenerbahçe Istanbul ausgeliehen. Für den Verein aus Kadıköy bestritt er 17 Ligaspiele. Am 3. Mai 2025 stand er mit Al-Ahli im Finale der AFC Champions League Elite, das man mit 2:0 gegen den japanischen Vertreter Kawasaki Frontale gewann.
Im Sommer 2025 wechselte er zum FC Lugano und unterschrieb dort einen Vertrag bis 2027.

### Nationalmannschaft
Alioski spielt seit 2013 für die mazedonische Nationalmannschaft (seit Februar 2019 Nordmazedonien). Seine Nationalmannschaftskarriere begann er 2010 mit einem Einsatz für die mazedonische U-19-Nationalmannschaft. Für die EM 2021 wurde er in den nordmazedonischen Kader nominiert, kam aber mit diesem nicht über die Gruppenphase hinaus.

## Erfolge
Leeds United
- EFL Championship: 2019/20

Al-Ahli
- AFC Champions League Elite-Sieger: 2024/25